# Montfort-sur-Boulzane
Montfort-sur-Boulzane è un comune francese di 104 abitanti situato nel dipartimento dell'Aude nella regione dell'Occitania.

## Società

### Evoluzione demografica
Abitanti censiti